# КЛФ
КЛФ («Клуб любителів футболу») — український аматорський футбольний клуб із Полтави. 2021 року КЛФ став першим клубом, який спромігся зробити своєрідний «требл», ставши чемпіоном Полтавщини та завоювавши Кубок та Суперкубок області.

## Досягнення
Чемпіонат Полтавської області
- Чемпіон (1): 2021

Кубок Полтавської області
- Володар (1): 2021

Суперкубок Полтавської області
- Володар (1): 2021

## Відомі гравці
- Віталій Постранський
- Віталій Субочев
- Олександр Чижов